# Departamento de Libertador General San Martín (kommun i Misiones)
Departamento de Libertador General San Martín är en kommun i Argentina.   Den ligger i provinsen Misiones, i den nordöstra delen av landet, 900 km norr om huvudstaden Buenos Aires. Antalet invånare är 46 333.
I omgivningarna runt Departamento de Libertador General San Martín växer i huvudsak städsegrön lövskog. Runt Departamento de Libertador General San Martín är det ganska glesbefolkat, med 32 invånare per kvadratkilometer.